# Kurimoto Masayoshi
Pour les articles homonymes, voir Kurimoto.
Kurimoto Masayoshi est un nom japonais traditionnel ; le nom de famille (ou le nom d'école), Kurimoto, précède donc le prénom (ou le nom d'artiste).
Kurimoto Masayoshi (栗本 昌臧, 1756 – 1834) est un naturaliste, zoologue et entomologiste japonais.
Médecin de Tokugawa Ienari, 11e shogun Tokugawa, Kurimoto Masayoshi donne des conférences sur le Materia medica (en). En 1811, il rédige l'Iconographia Insectorum de Kurimoto qui recense 500 insectes japonais. En 1826, il rencontre Philipp Franz von Siebold avec qui il travaille et auquel il donne ses dessins de crustacea. L'une de ces squilla maculata, une « crevette-mante », est utilisée par Willem de Haan dans la Fauna Japonica de Siebold.

## Source de la traduction
- (en) Cet article est partiellement ou en totalité issu de l’article de Wikipédia en anglais intitulé « Kurimoto Masayoshi » (voir la liste des auteurs).